# Мајне
Мајне (њем. Meine) општина је у њемачкој савезној држави Доња Саксонија. Једно је од 41 општинског средишта округа Гифхорн. Према процјени из 2010. у општини је живјело 8.136 становника. Посједује регионалну шифру (AGS) 3151016.

## Географски и демографски подаци
Мајне се налази у савезној држави Доња Саксонија у округу Гифхорн. Општина се налази на надморској висини од 79 метара. Површина општине износи 38,7 km². У самом мјесту је, према процјени из 2010. године, живјело 8.136 становника. Просјечна густина становништва износи 210 становника/km².

## Међународна сарадња
| Мјесто | Држава    | Врста сарадње | Од    |
| ------ | --------- | ------------- | ----- |
|        | Француска | партнерство   | 1990. |
| Извор  |           |               |       |